# Leucania falklandica
Leucania falklandica är en fjärilsart som beskrevs av Butler 1893. Leucania falklandica ingår i släktet Leucania och familjen nattflyn. Inga underarter finns listade i Catalogue of Life.